# Maiorico
Maiorico  è un nome proprio di persona italiano maschile.

## Varianti in altre lingue
- Latino: Maioricus, Majoricus
  - Femminili: Maiorica

## Origine e diffusione
È il nome portato da un fanciullo martirizzato dai Vandali intorno al 484, e di un vescovo destinatario, pochi anni dopo, di un'epistola di papa Gelasio I.
Sull'origine del nome ci sono tesi contrastanti; secondo alcune fonti, deriva da un cognomen latino attestato prevalentemente in Africa, basato su Maior ("maggiore", "più grande", "superiore"), oppure si tratta di un etnico, sempre latino, riferito all'isola di Maiorca, mentre altre lo dicono di origine germanica. Secondo ulteriori ipotesi, si tratta invece di un ibrido latino-germanico, composto dal latino maior e dal germanico rik ("potente", "re", "dominare").

## Onomastico
L'onomastico si festeggia il 6 dicembre, in memoria del già citato san Maiorico, fanciullo e martire sotto Unerico in Nordafrica con la madre Dionisia e altri compagni.